# 5445 Williwaw
Az 5445 Williwaw (ideiglenes jelöléssel 1991 PA12) a Naprendszer kisbolygóövében található aszteroida. Henry Holt fedezte fel 1991. augusztus 7-én.